# わらの男
『わらの男』（伊: L'uomo di paglia、英: A Man of Straw）は、1958年に公開されたイタリアのドラマ映画。監督、主演はピエトロ・ジェルミ。第11回カンヌ国際映画祭出品作品。
原題は、T・S・エリオットの詩「うつろな人々」（英語: The Hollow Men）に出てくる一節 "Headpiece filled with straw" (直訳:わらのつまった頭)に由来する。

## あらすじ
ローマの機械工アンドレアとルイザの夫妻には、8歳になる息子のジュリオがいた。
ある日、ジュリオの肺炎の治療のため、ルイザは彼を連れて実家に帰る。残されたアンドレアは毎週末に実家に帰って寂しさを紛らわしていた。
ある日、彼はリータと出会い、親しくなる。その矢先、ジュリオが回復したことに伴い、ルイザが帰ってくる。
その後、リータの呼びかけに応じた彼は散歩を装って会いに行くが、その後をジュリオと愛犬が追いかけた際、愛犬がトラックに轢かれて死んだ。その様子を見たリータは自分たちの関係が終わったことを知った。その年のクリスマス直前にリータは投身自殺し、アンドレアは教会でそのことを妻に話す。妻はジュリオと2人で実家に帰る。そして新年の喧騒の中、帰宅したアンドレアの元に妻とジュリオがいた。

## キャスト
※括弧内は日本語吹替（初回放送1969年6月22日『日曜洋画劇場』）
- アンドレア：ピエトロ・ジェルミ（加藤和夫）
- ルイザ：ルイザ・デラ・ノーチェ（麻生美代子）
- ジュリオ：エドアルド・ネボラ（三輪勝恵）
- リータ：フランカ・ベットーヤ（佐原妙子）
- リータの母：ミリー・モンティ

## スタッフ
- 監督：ピエトロ・ジェルミ
- 脚本：ピエトロ・ジェルミ、アルフレード・ジャンネッティ、レオ・ベンヴェヌーティ、ピエロ・デ・ベルナルディ
- 撮影：レオニーダ・バルボーニ（イタリア語版）
- 編集：ドロレス・タンブリーニ（イタリア語版）
- 音楽：カルロ・ルスティケリ